# Lý Văn Hạnh
Lý Văn Hạnh (sinh 1947) là đại biểu Quốc hội Việt Nam khóa XI, thuộc đoàn đại biểu Quảng Ngãi.